# Приазовские степи
Приазо́вские сте́пи — еженедельная газета города Ейска и Ейского района Краснодарского края. Издаётся с июня 1917 года. Средний тираж — 7 тыс. экз.
Соучредители газеты — ГУП Краснодарского края Редакция газеты «Приазовские степи» и «Газетное издательство „Периодика Кубани“». Главный редактор — Татьяна Куриленко.
Поскольку газета в значительной степени финансируется из бюджета Ейского района, редакция ведёт политику поддержки местной администрации.
На IX Фестивале СМИ «Вся Россия-2004» газета заняла 3 место в номинации «Журналистская акция, получившая большой общественный резонанс» за акцию «Акция добра».
Газета является дипломантом конкурса «Лучшая идея газетного бизнеса — 2004» (Статья «Марафон добра», Татьяна Шекера).
На краевом конкурсе СМИ в 2004 году редакция газеты заняла 1 место в номинации «Наиболее полное освещение деятельности органов местного самоуправления в Краснодарском крае, показ их становления и развития, а также положительного опыта представительных органов местного самоуправления» среди редакций городских и районных газет.